# Вулиця Героїв Майдану (Бар)
Вулиця Героїв Майдану (колишня назва: Пролетарська) — одна із центральних вулиць міста Бар Вінницької області. Бере початок від вулиці Соборної, прямує у північно-східному напрямку. Є частиною автошляху Т 0610 в напрямку Бар — Вінниця. Довжина вулиці становить 1,7 км.
Сучасну назву отримала на честь героїв Майдану.

## Історія
У 1967 році у наслідок інфраструктурної розбудови міста відбулась реконструкція вулиці Героїв Майдану та прилеглої вулиці Гагаріна.[джерело не вказане 1347 днів]

## Будівлі та установи
№ 1 Будівля початкової школи Барської ЗОШ № 3
№ 1а Відділення ПриватБанку
№  3 Будівля початкової школи Барської ЗОШ № 4, Архівний сектор Барської райдержадміністрації, Барське районне бюро технічної інвентаризації, Відділення виконавчої дирекції ФСС від нещасних випадків на виробництві та професійних захворювань України у Барському р-ні, Навчально-методичний кабінет Відділу освіти Барського р-ну
№ 6 Барська міська рада
№ 7 Барський коледж транспорту та будівництва Національного транспортного університету, Етнографічний музей Барського коледжу транспорту та будівництва
№  8 Стадіон «Колос»
№ 11 Будівля гуртожитку Барського коледжу транспорту та будівництва
№ 13 Барський ліцей № 2. У 1902 році в старій будівлі відкрилася жіноча гімназія, яка була приватним навчальним закладом міста та вважалась найкращим приміщенням міста.
№ 14 Відділення Ощадбанку
№ 18 КП «Бар-благоустрій»
№ 19 Барська районна дитяча бібліотека
№ 20 Управління Державної казначейської служби України у Барському районі, Управління фінансів Барської районної державної адміністрації
№ 40 Будівля початкової школи Барського ліцею № 2

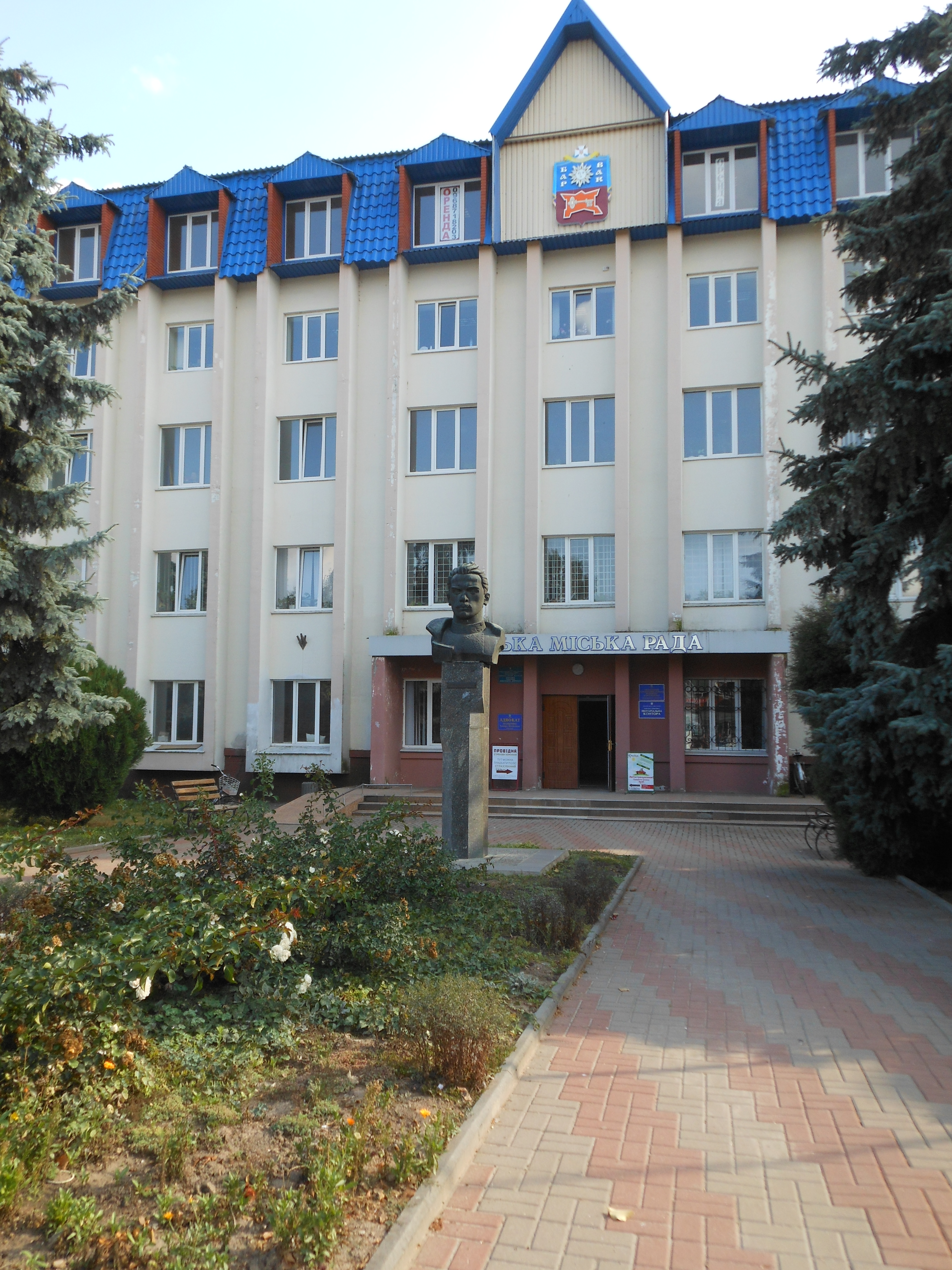
Барська міська рада, № 6
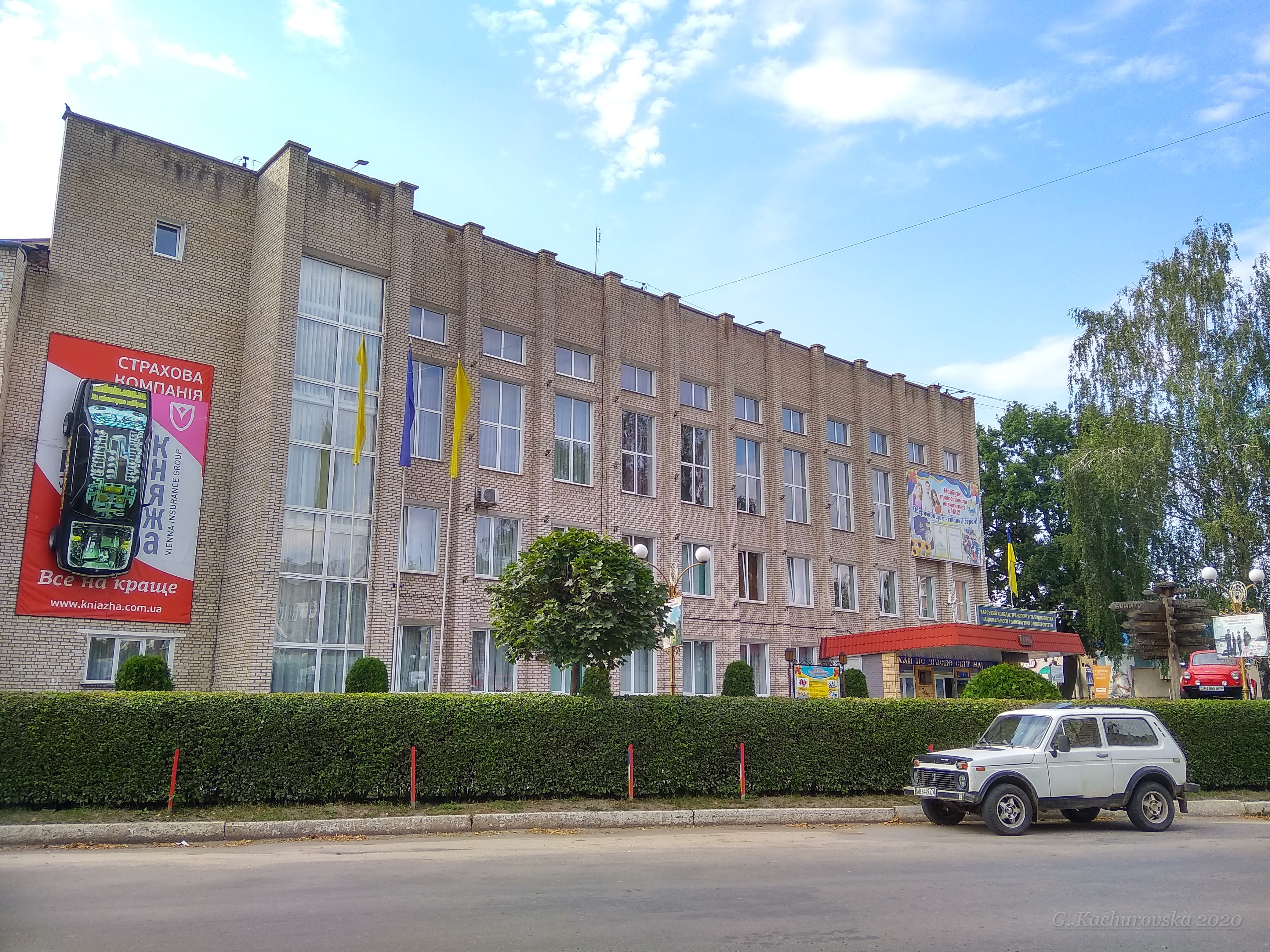
Барський коледж транспорту та будівництва, № 7
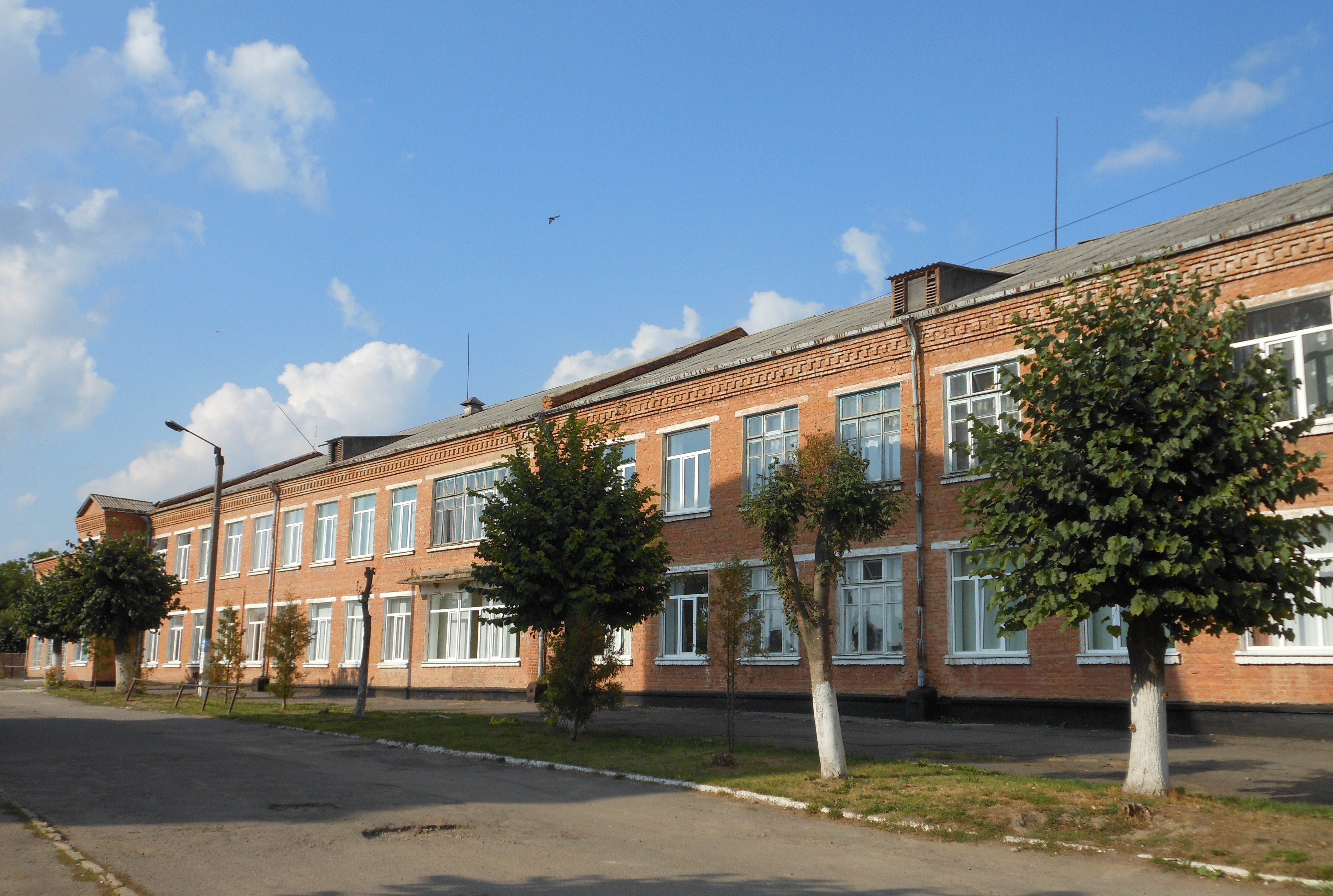
Барський ліцей № 2, буд. №13

## Пам'ятки
Пам'ятка архітектури: будинок № 5 є пам'яткою місцевого значення — Будинок реального училища. Збудований у 1903—1907 роках. Будівля Загальноосвітньої школи № 4 — з 1995 року.
Пам'ятний знак:
- символ-дружби міста Бар з містами-побратимами (встановлено в 2017 р. біля Барської міської ради, буд. № 6)[4].
- на честь спорудження газопроводу «Союз» (встановлено в 1978 р. на перехресті вулиць Героїв Майдану та Арсенальної у вигляді металевого обеліска заввишки 7,5 м)[5].

Пам'ятник: М. Врублевському — члену Української Центральної Ради 3-го складу (встановлено в 1986 р. біля Барської міської ради, буд. № 6).

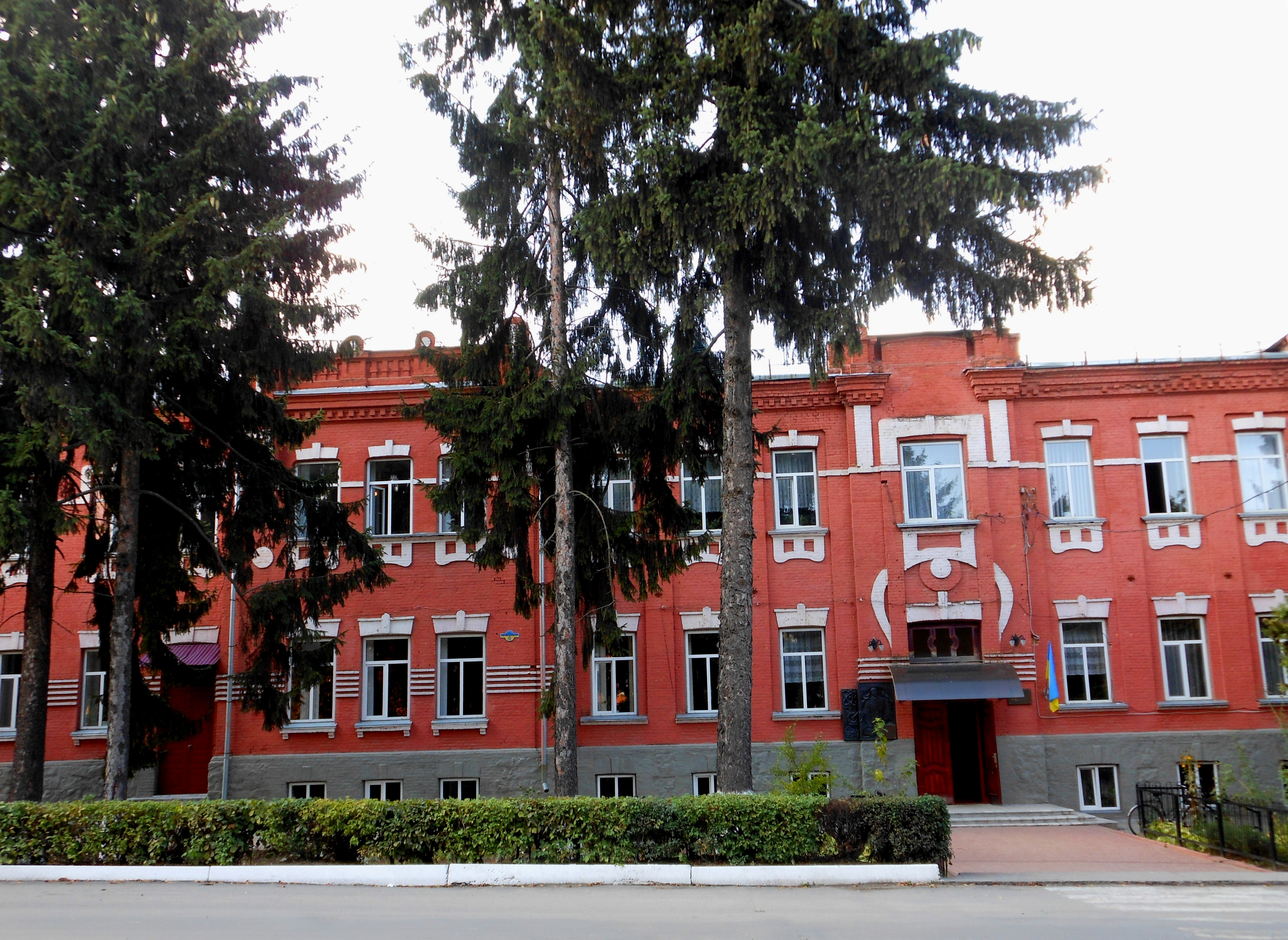
ЗОШ №4, буд.№ 5
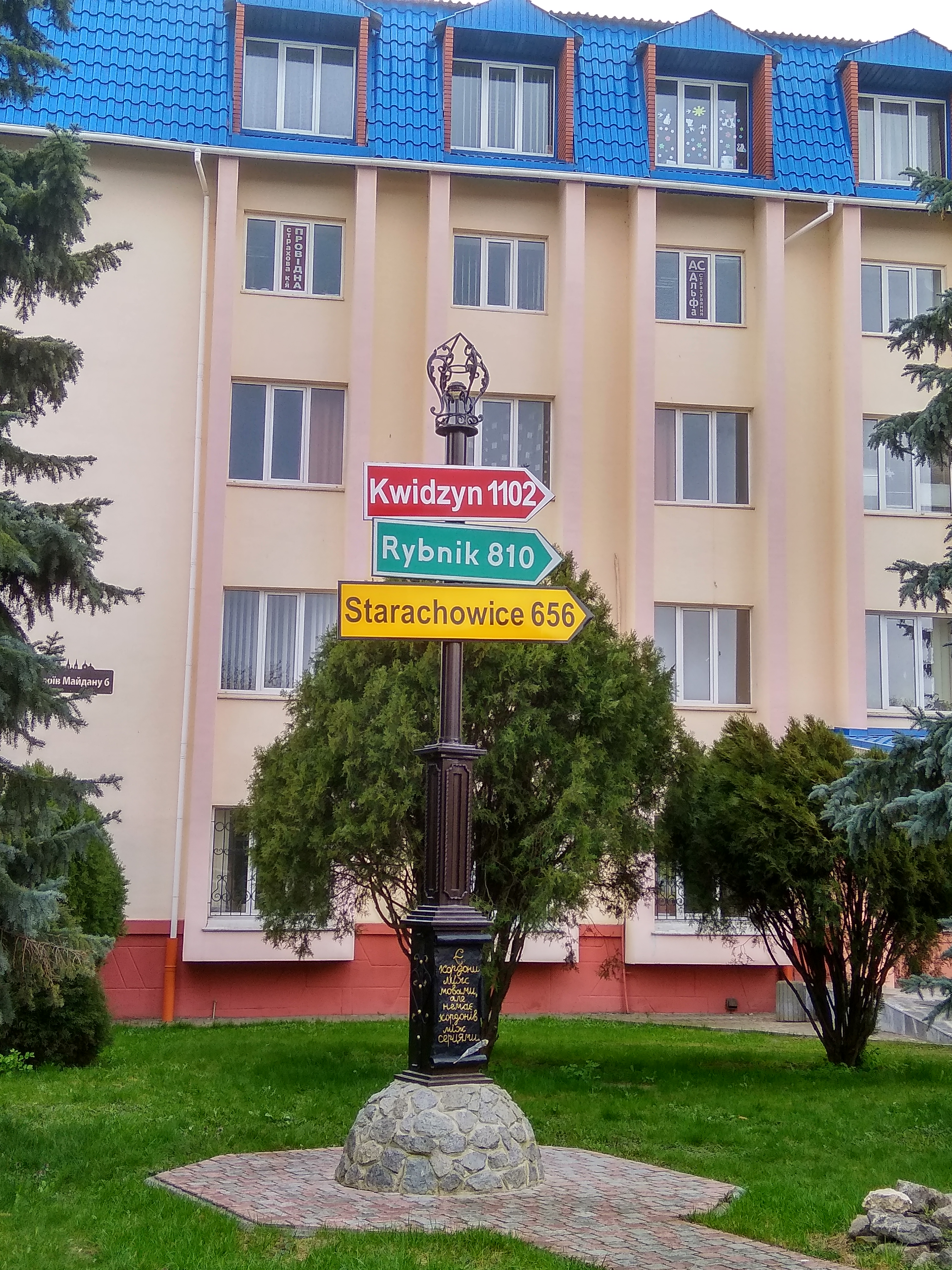
Пам'ятний знак символ-дружби
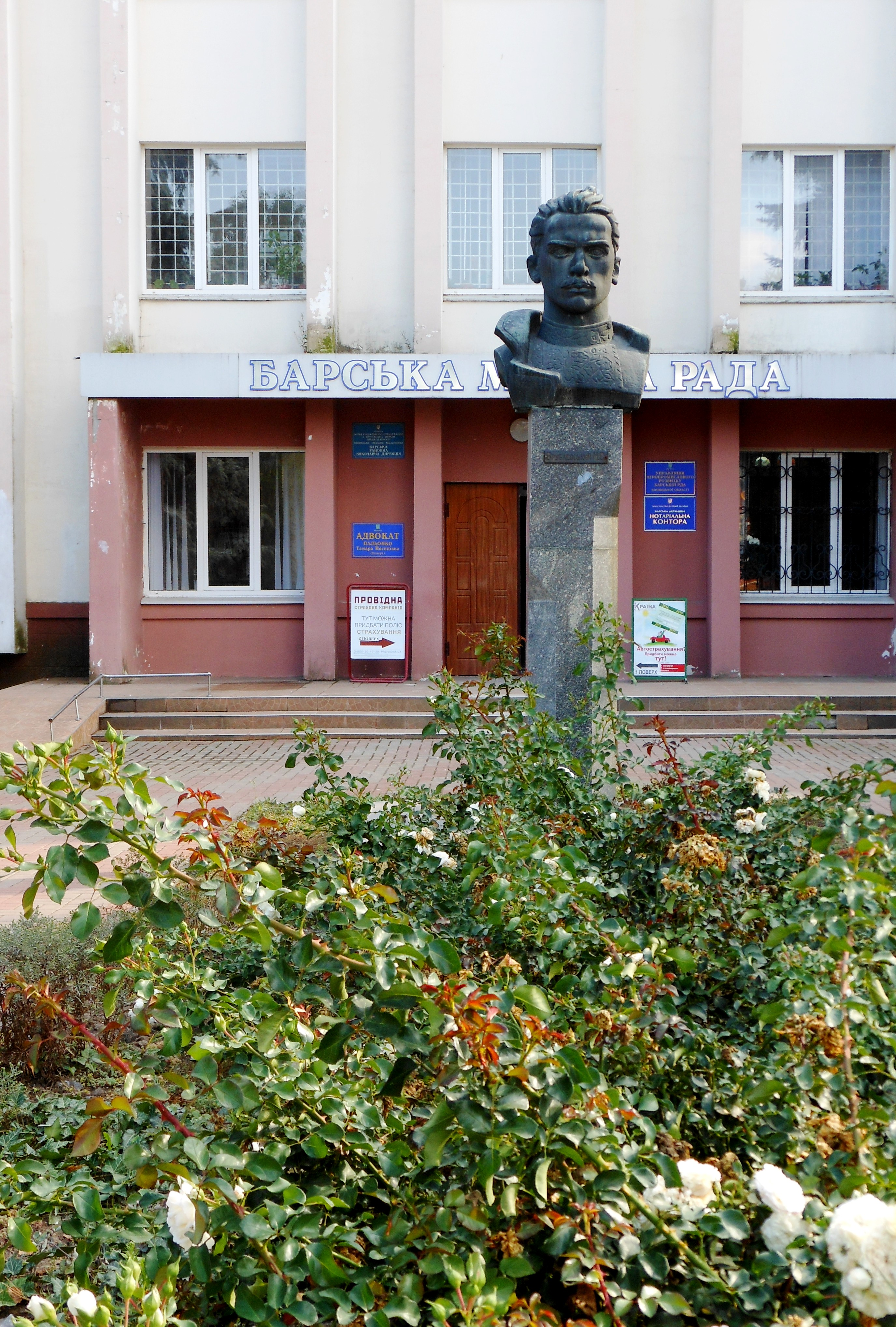
Пам'ятник Врублевському М. Є.
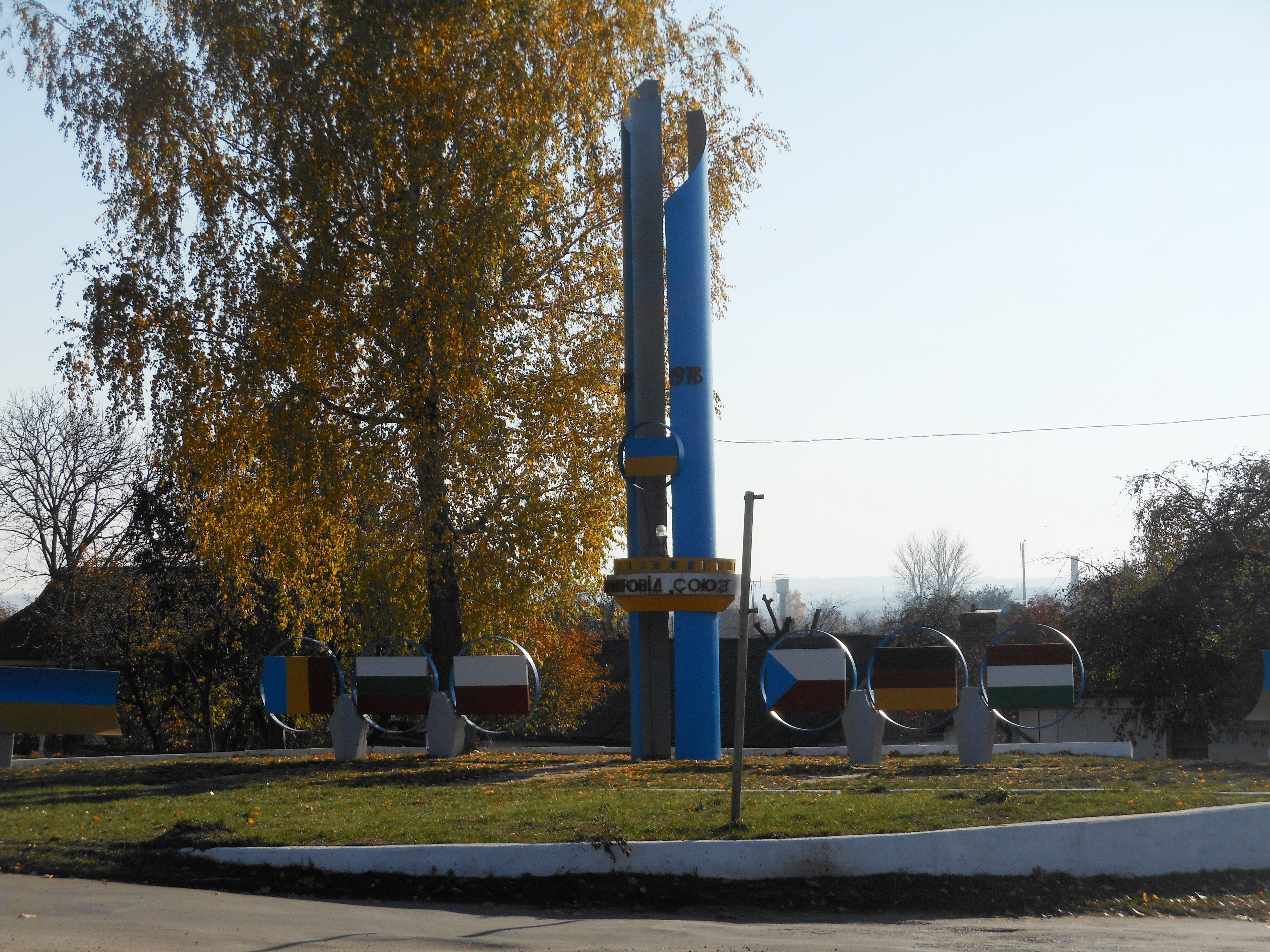
Знак на честь спорудження газопроводу «Союз»

## Меморіальні дошки
- На буд. № 5 ЗОШ № 4:
  - меморіальна стела з барельєфом Делімарському Ю. К., українському хіміку, академіку АН УРСР, заслуженому діячу наук УРСР, директору Інституту загальної та неорганічної хімії імені В. І. Вернадського НАН України. В цій школі Делімарський навчався у 1913—1922 рр. Встановлено 2006 року.[7]
  - Токарчуку А. П. (1983—2022) — випускнику школи, лейтенанту, командиру стрілецької роти, учаснику російсько-української війни, лікарю-стоматологу. Встановлено 17.11.2022 р.[8]
  - Ніколаєву В. Ю. (1999—2023) — випускнику школи, старшому солдату, учаснику російсько-української війни. Встановлено 11 грудня 2023 р.[9]
- На буд. № 6: пам'ятна дошка, присвячена 475-й річниці надання м. Бар Магдебурзького права[10].
- На буд № 7: Туніку М. Т. — очільнику Барського району з 1962 по 1971 роки. Встановлена 1 вересня 2009 року[11].
- На буд. № 13: Горбатому П. А. — українському радянському педагогу, заслуженому вчителю Української РСР, лауреату премії ім. К. Д. Ушинського. Встановлено у 1982 році.[джерело не вказане 1347 днів]

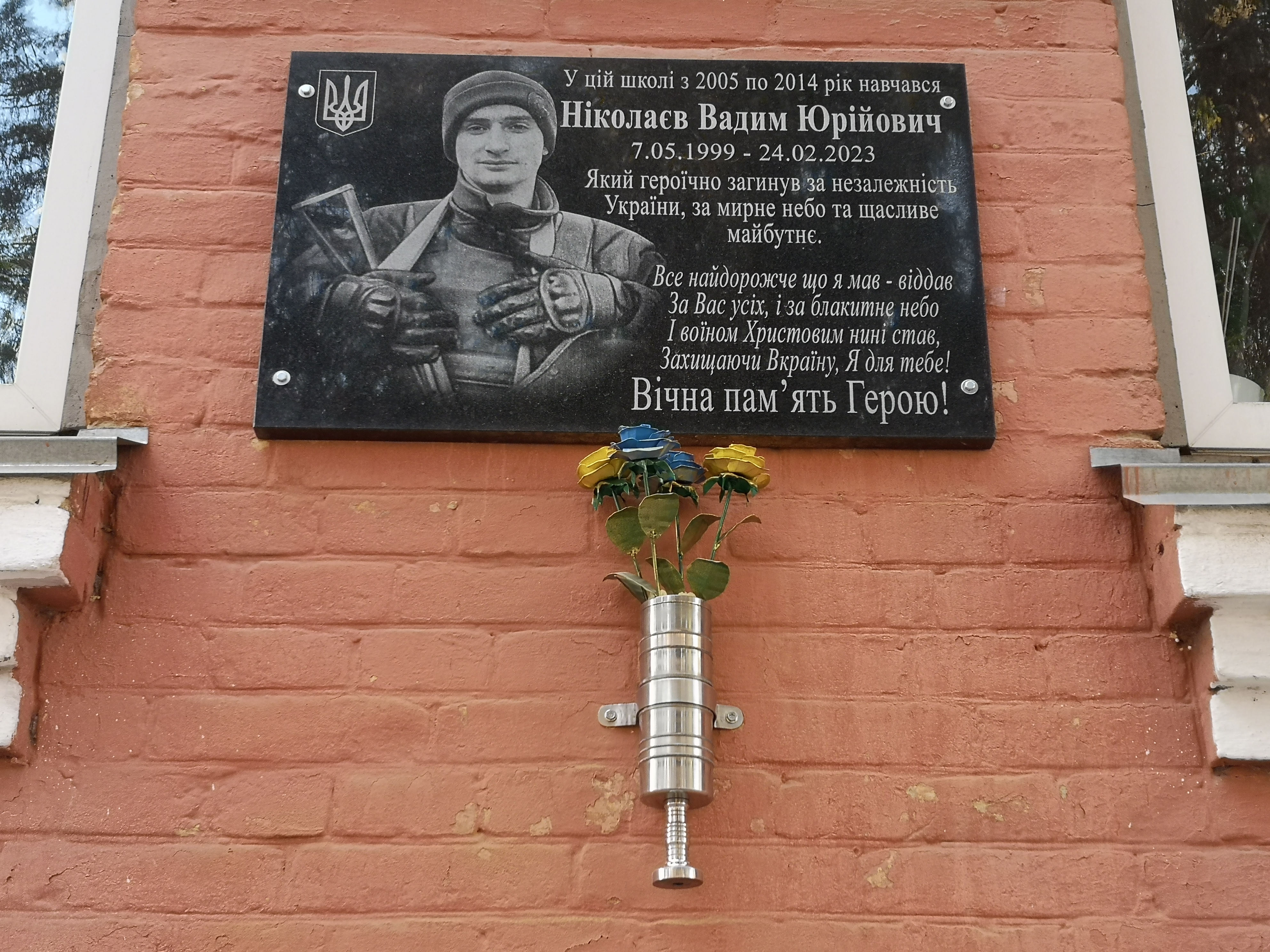
Мем. дошка Ніколаєву В.Ю.
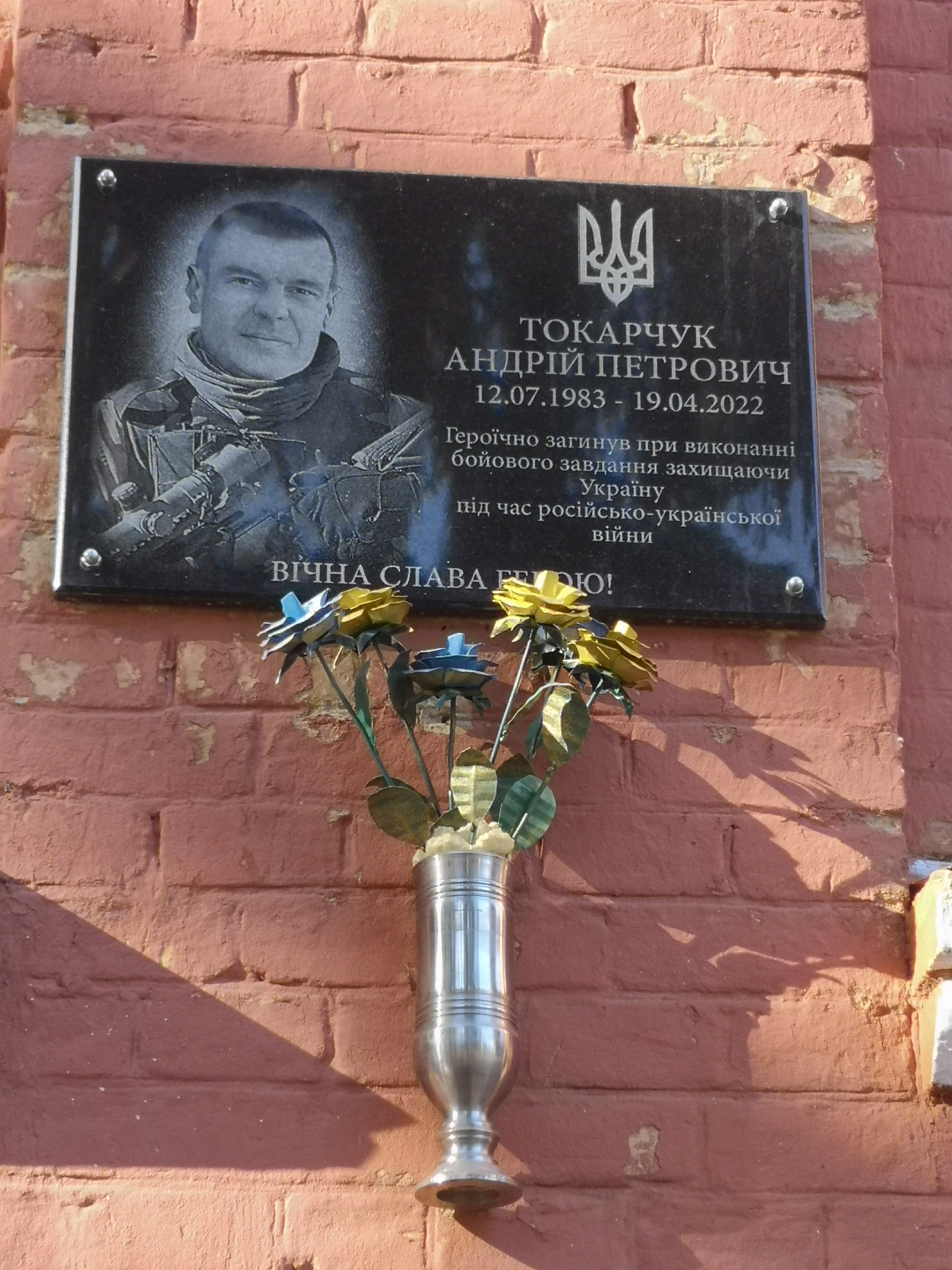
Мем. дошка Токарчуку А. П.
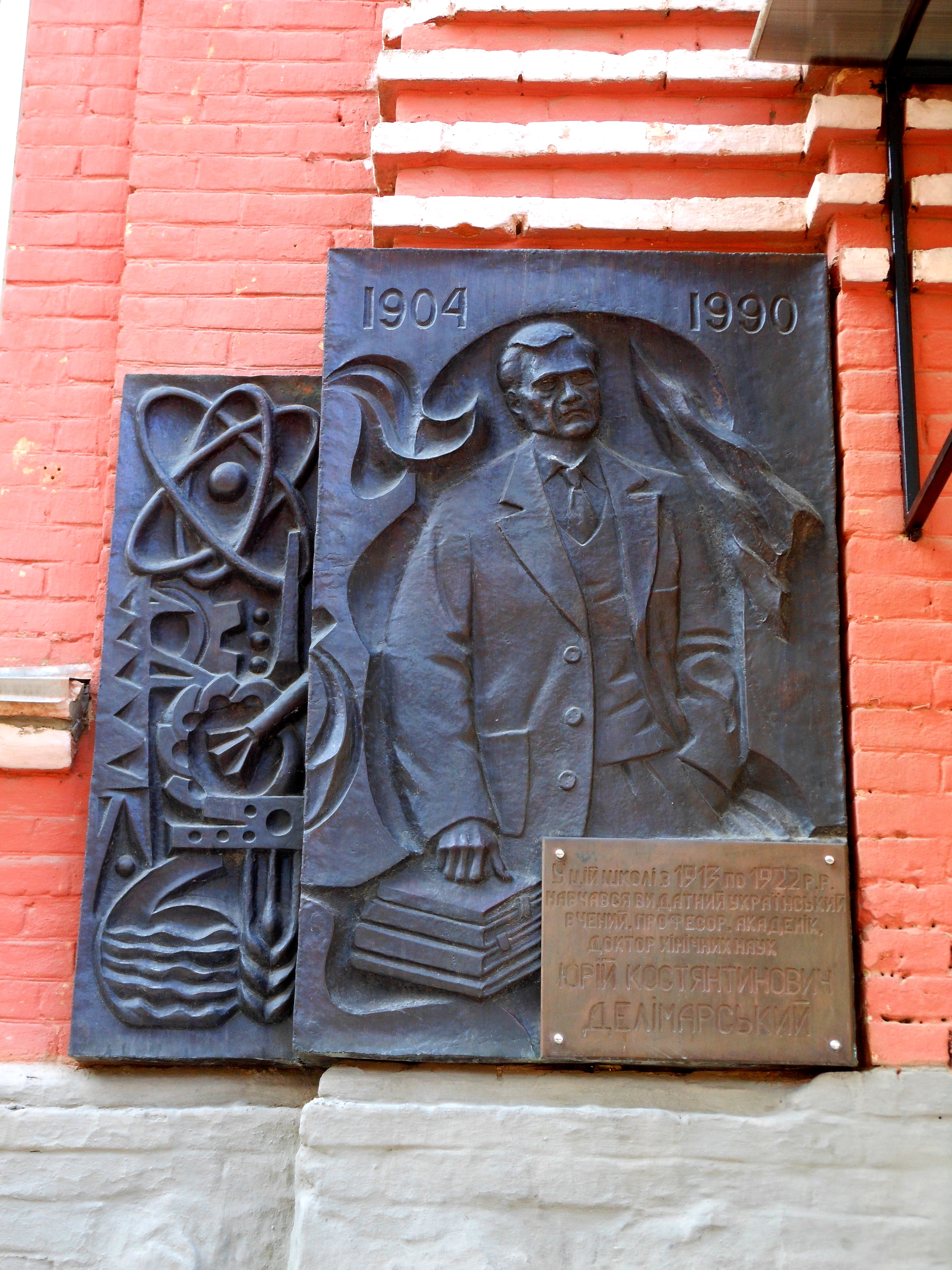
Мем. стела Делімарському Ю. В.
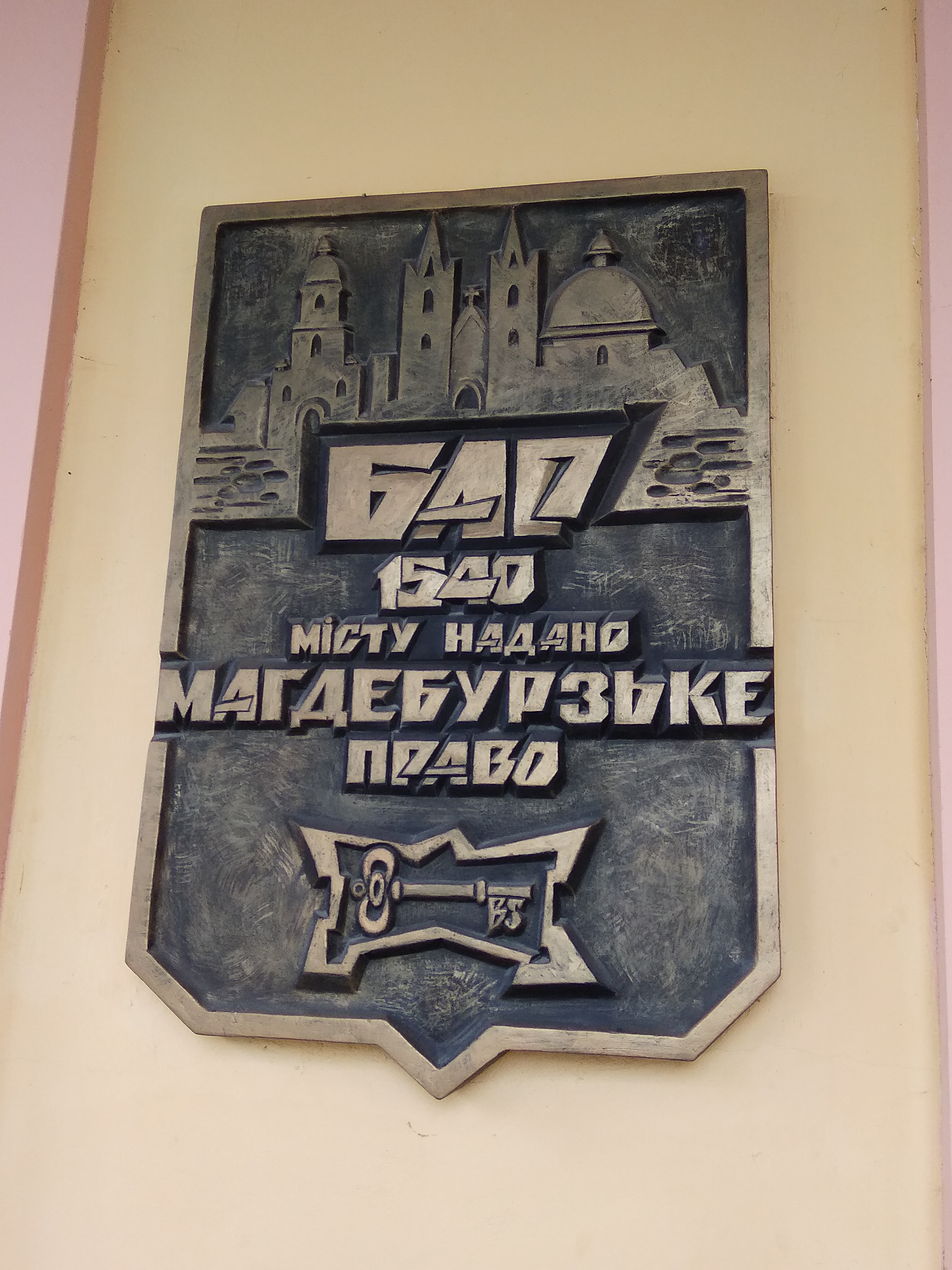
Мем. дошка Магдебурського права
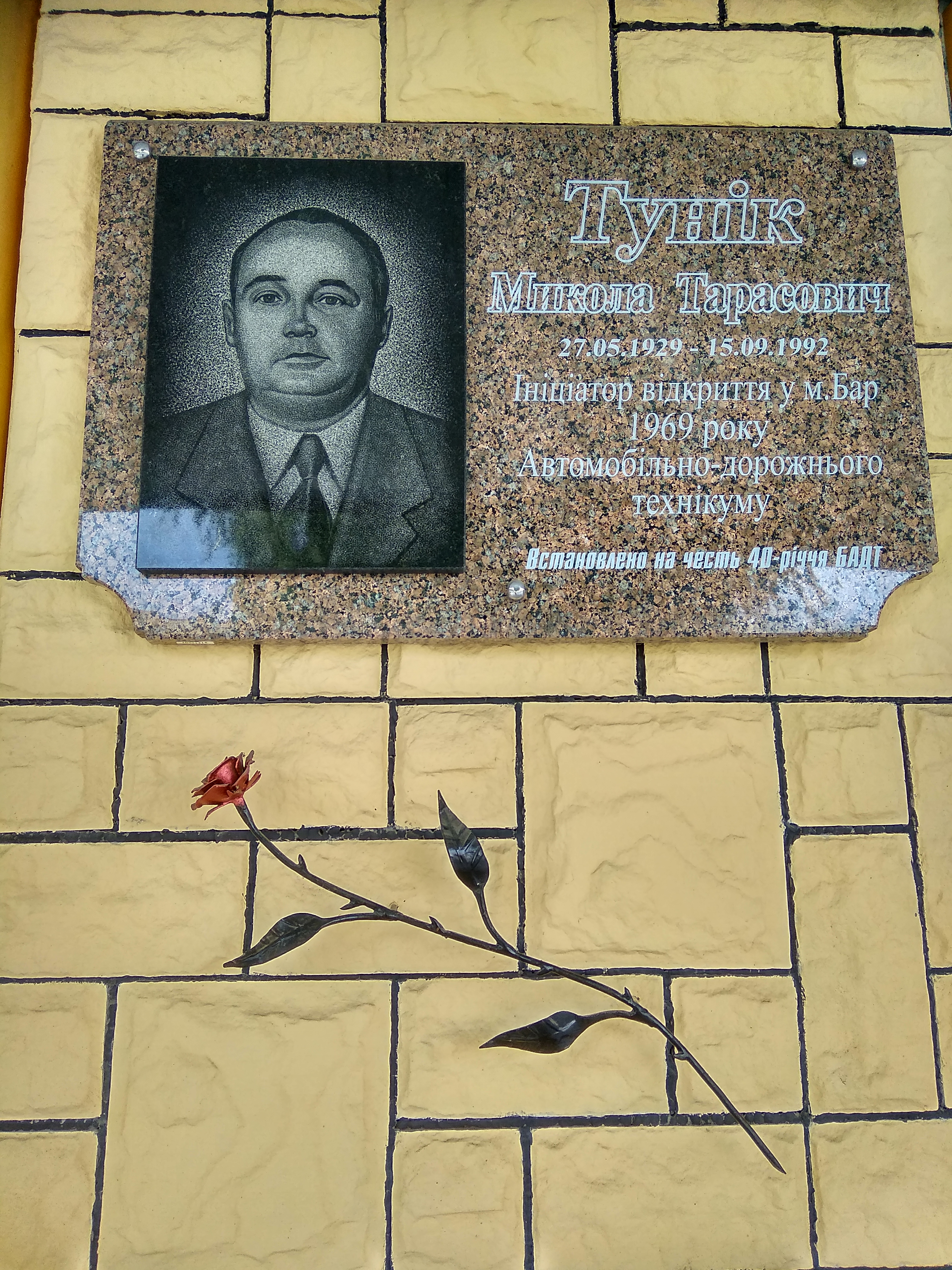
Меморіальна дошка Туніку М. Т.

## Цікаве
- Велетенський вказівник. Виготовлений з дерева, висота 5,7 м. Включений до «Книги рекордів України»[12]. Розміщений біля коледжу транспорту та будівництва.
- Пам'ятник Запорожцю. Єдиний в Україні. На постаменті модель автівки «ЗАЗ-965», біля нього — дерев'яний козак. Встановлений біля коледжу транспорту та будівництва[13].

## Дотичні вулиці
Лівобічні: вул. Гагаріна (пішохідна), вул. Туніка, вул. Врублевського, вул. Каштанова, вул. Європейська, вул. Першотравнева, вул. Арсенальна, вул. Дорошенка.
Правобічні: вул. Комарова, вул. Гончарна (Володарського), вул. Є. Новолинника, вул. Леонтовича, вул. Каштанова, вул. Мельника, вул. В. Маняка, вул. Арсенальна.